# Sevar da Bulgária
Sevar da Bulgária (em búlgaro:  Севар) foi um cã búlgaro no início do século VIII.

## História
A Nominália dos Cãs Búlgaros, que afirma que ele era membro do clã real dos Dulo e que ele teria governado por 15 anos. De acordo com a cronologia desenvolvida por Moskov, Sevar teria reinado entre 721 e 737. Outros cronologistas, porém, datam o reinado dele entre 738 e 754, mas nenhuma dessas teorias se reconcilia com a Nominália. De acordo com os historiadores, Sevar seria o último governante da dinastia.
É possível que seu reino tenha transcorrido pacificamente, pois as crônicas não reportam nenhum evento nas fronteiras setentrionais do império no período. Embora este seja um "argumento pelo silêncio", nada indica que seja falso.
A compilação do século XVII dos búlgaros do Volga, Ja'far Tarikh, uma obra cuja autenticidade é disputada, apresenta Suvar (Sevar) como sendo o filho e sucessor de Quermes (ou seja, Cormésio) deposto pela nobreza. A Ja'far Tarikh também alega que o próprio Sivar teria sido deposto e morrera dois anos depois. A mesma fonte faz de Suvar o pai de um filho chamado "Kermek", desconhecido em quaisquer outras fontes, que, por sua vez, seria o pai de Toktu e Kardam.